# Aoplus nigrellus
Aoplus nigrellus är en stekelart som beskrevs av Per Abraham Roman 1939. Aoplus nigrellus ingår i släktet Aoplus och familjen brokparasitsteklar. Inga underarter finns listade i Catalogue of Life.